# Врх (Краљево)
Врх је насељено место града Краљева у Рашком округу. Према попису из 2022. било је 38 становника.
Овде се налази Црква Светог Ђорђа у Врху.

## Демографија
У насељу Врх живи 87 пунолетних становника, а просечна старост становништва износи 49,0 година (49,0 код мушкараца и 48,9 код жена). У насељу има 33 домаћинства, а просечан број чланова по домаћинству је 2,85.
Ово насеље је великим делом насељено Србима (према попису из 2002. године).

## Познати мештани
Аврам Ђ. Драгојловић, командант Другог моравског прекобројног пука у Првом светском рату, одликован Златном медаљом за храброст.
|  |

| Демографија | Демографија | Демографија |
| Година      | Становника  | Становника  |
| ----------- | ----------- | ----------- |
| 1948.       | 283         |             |
| 1953.       | 290         |             |
| 1961.       | 251         |             |
| 1971.       | 213         |             |
| 1981.       | 167         |             |
| 1991.       | 127         | 124         |
| 2002.       | 94          | 94          |

| Етнички састав према попису из 2002.‍ | Етнички састав према попису из 2002.‍ | Етнички састав према попису из 2002.‍ | Етнички састав према попису из 2002.‍ | Етнички састав према попису из 2002.‍ |
| ------------------------------------ | ------------------------------------ | ------------------------------------ | ------------------------------------ | ------------------------------------ |
|                                      |                                      |                                      |                                      |                                      |
| Срби                                 | Срби                                 |                                      | 93                                   | 98,93%                               |
| непознато                            | непознато                            |                                      | 1                                    | 1,06%                                |

| Година пописа     | 1948. | 1953. | 1961. | 1971. | 1981. | 1991. | 2002. |
| ----------------- | ----- | ----- | ----- | ----- | ----- | ----- | ----- |
| Број домаћинстава | 54    | 53    | 46    | 41    | 39    | 35    | 33    |

| Број чланова      | 1 | 2  | 3 | 4 | 5 | 6 | 7 | 8 | 9 | 10 и више | Просек |
| ----------------- | - | -- | - | - | - | - | - | - | - | --------- | ------ |
| Број домаћинстава | 6 | 10 | 8 | 4 | 3 | 1 | 1 | 0 | 0 | 0         | 2,85   |

| Пол    | Укупно | Неожењен/Неудата | Ожењен/Удата | Удовац/Удовица | Разведен/Разведена | Непознато |
| ------ | ------ | ---------------- | ------------ | -------------- | ------------------ | --------- |
| Мушки  | 44     | 16               | 22           | 4              | 2                  | 0         |
| Женски | 44     | 8                | 21           | 14             | 0                  | 1         |
| УКУПНО | 88     | 24               | 43           | 18             | 2                  | 1         |

| Пол    | Укупно                    | Пољопривреда, лов и шумарство | Рибарство                            | Вађење руде и камена | Прерађивачка индустрија       |
| ------ | ------------------------- | ----------------------------- | ------------------------------------ | -------------------- | ----------------------------- |
| Мушки  | 34                        | 24                            | 0                                    | 1                    | 3                             |
| Женски | 26                        | 4                             | 0                                    | 0                    | 0                             |
| УКУПНО | 60                        | 28                            | 0                                    | 1                    | 3                             |
| Пол    | Производња и снабдевање   | Грађевинарство                | Трговина                             | Хотели и ресторани   | Саобраћај, складиштење и везе |
| Мушки  | 0                         | 0                             | 0                                    | 0                    | 2                             |
| Женски | 0                         | 0                             | 2                                    | 0                    | 0                             |
| УКУПНО | 0                         | 0                             | 2                                    | 0                    | 2                             |
| Пол    | Финансијско посредовање   | Некретнине                    | Државна управа и одбрана             | Образовање           | Здравствени и социјални рад   |
| Мушки  | 1                         | 0                             | 1                                    | 0                    | 0                             |
| Женски | 0                         | 0                             | 0                                    | 0                    | 0                             |
| УКУПНО | 1                         | 0                             | 1                                    | 0                    | 0                             |
| Пол    | Остале услужне активности | Приватна домаћинства          | Екстериторијалне организације и тела | Непознато            | Непознато                     |
| Мушки  | 0                         | 0                             | 0                                    | 2                    | 2                             |
| Женски | 0                         | 0                             | 0                                    | 20                   | 20                            |
| УКУПНО | 0                         | 0                             | 0                                    | 22                   | 22                            |